# تاداو أندو
تادو أندو (باليابانية: 安藤 忠雄 ؛ بالإنجليزية: Tadao Ando) معماري ياباني من أشهر المعماريين العالميين من مواليد 13 أيلول 1941 أوساكا - اليابان.
تتسم معظم مبانيه بكون المادة الرئيسية للبناء فيها هي الخرسانة، حيث تعدّ هي مادته الأولى والتي يمكن الوصول من خلالها إلى اروع التشكيلات.

## حياته المهنية

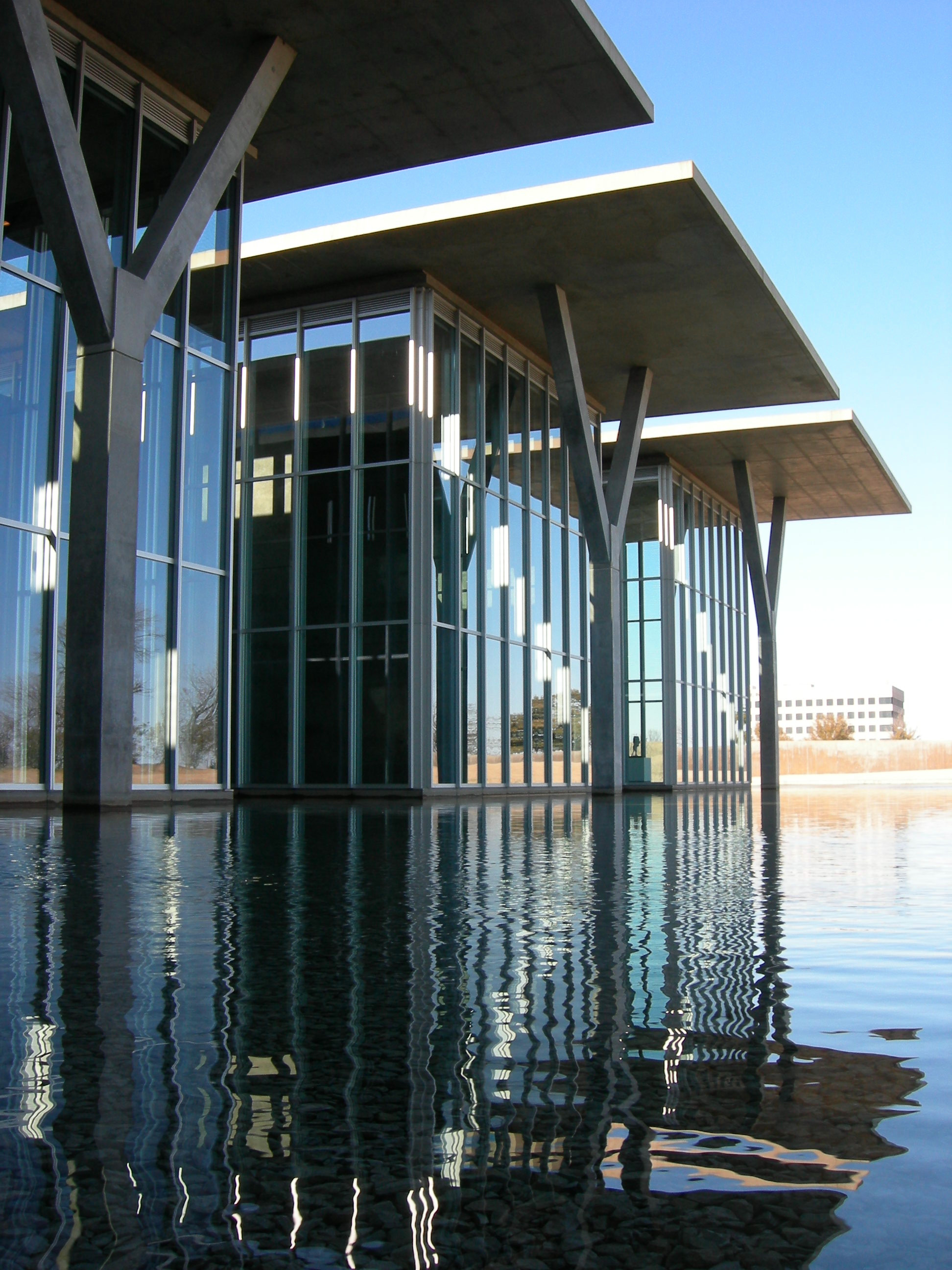
متحف الفن الحديث في فورت وورث - الولايات المتحدة

اضطر اندو في بداية حياته ان يعمل في عدة مجالات كسائق وحمال وغيرها إلى أن دخل حقل العمارة بالرغم أنه لم يتدرب ابدا في هذا المجال فيما سبق، حيث تعلم فن العمارة بنفسه وثم بعد أن انجز مشاريع ضخمة درس الهندسة المعمارية وللعلم حصل على شهرة قبل أن يكون مهندس.في العشرينات من عمره تعلم فن العمارة بنفسه حيث قام بثلاث رحلات حول العالم لرؤية أهم المعالم المعمارية. كذلك بالإطلاع على كتب وأعمال المعماريين مثل لو كوربوزييه ومس فان دي رو، إذ يقول آندو في ذلك: لقد أعدت رسم خطوط لوكوربوزييه مرارا وتكرارا حتى أصبحت صفحات كتبه سوداء من كثرة الخطوط«. كما اطلع على الأعمال المعمارية في أوروبا وإفريقيا والولايات المتحدة ليفهم نماذج البناء المختلفة وفلسفة التصميم الخاصة بكل منطقة. ظهر ذلك من خلال أولى مشاريعه الكبرى "Row House" أو منزل ازوما في سوميوشي. بعد ذلك أصبحت تسند إليه مشاريع كبرى واحد تلو الآخر منها : متحف الفن الحديث في تاكسس وغيرها.
في عام 1969 أسس مؤسسة تادو اندو للعمارة (Tadao Ando Architects & Associates)، وفي عام 1995 نال جائزة بريتزكر التي تبلغ قيمتها المالية 100,000 دولار والتي تبرع بها لأيتام وأهالي ضحايا زلزال هانشين اواجي في اليابان عام 1995.

## فلسفته بالعمارة
قوة عملية التصميم تنبع من معرفتك الأكثر عن كل ما يتعلق بالموقع. الفن هو القوة التي تعطي للإنسان طاقة لكي يتواصل في الحياة. المبنى علاوة على وظيفته يجب أن يترك له مكانا في الذاكرة. ربط في مبانيه ما بين العصرانية والتقليد الياباني واستخدم الأشكال الهندسية البسيطة. يتسم باستخدامه المتوافق لمواد البناء بما يضيف الديناميكية إلى المبنى. تعدّ الخرسانة هي مادته الأولى والتي يمكن الوصول من خلالها إلى اروع التشكيلات. شعاره لكي تتعلم أكثر عليك بالسفر فكل رحلة تقوم بها تضيف إلى قاموسك المعرفي معنى أكبر. يتخذ اندو من الوسطية مبدأ له فلا تصل الأمور معه إلى حد التفريط.

## معرض صور

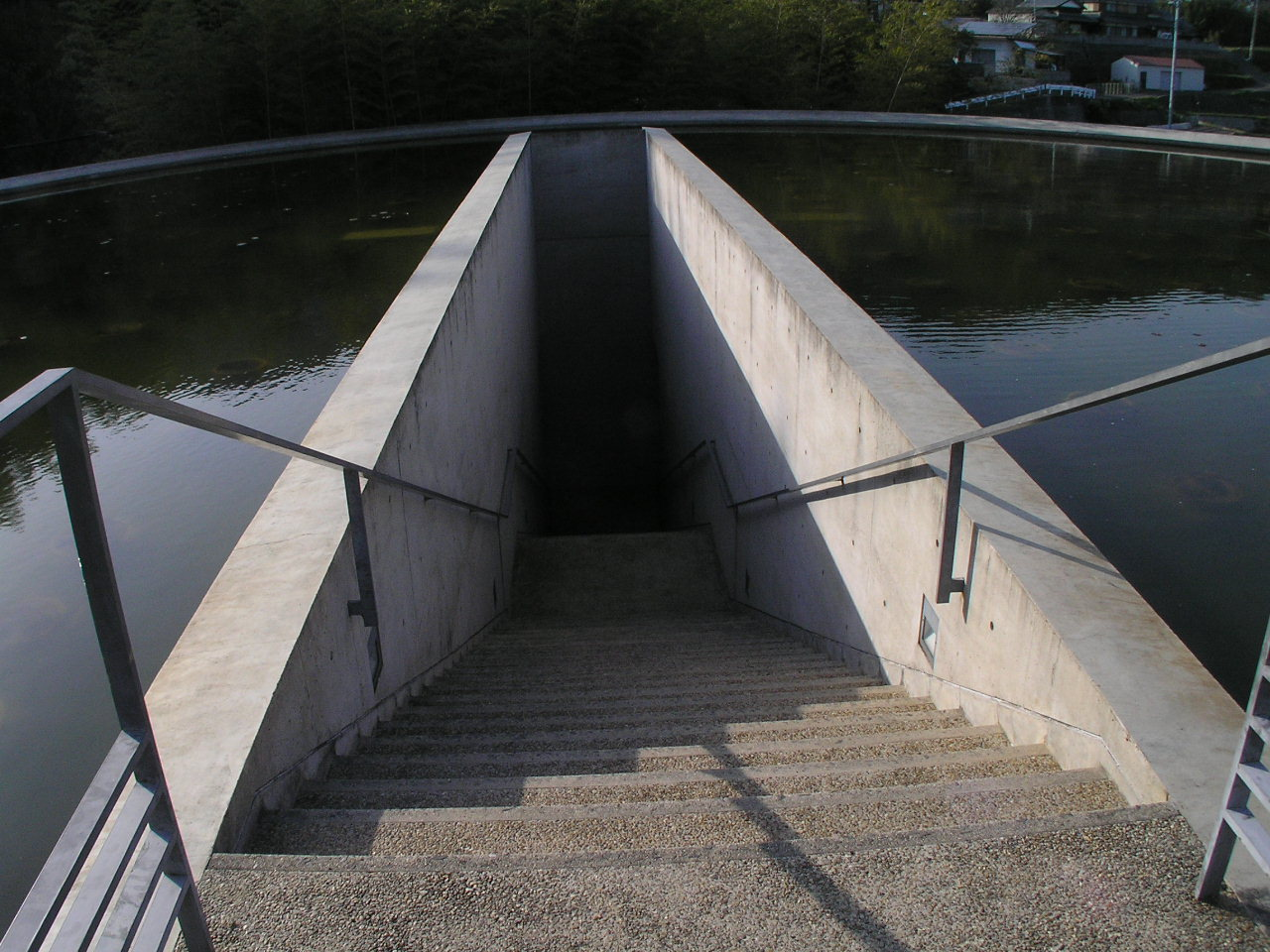
معبد هونبوكو (معبد الماء)
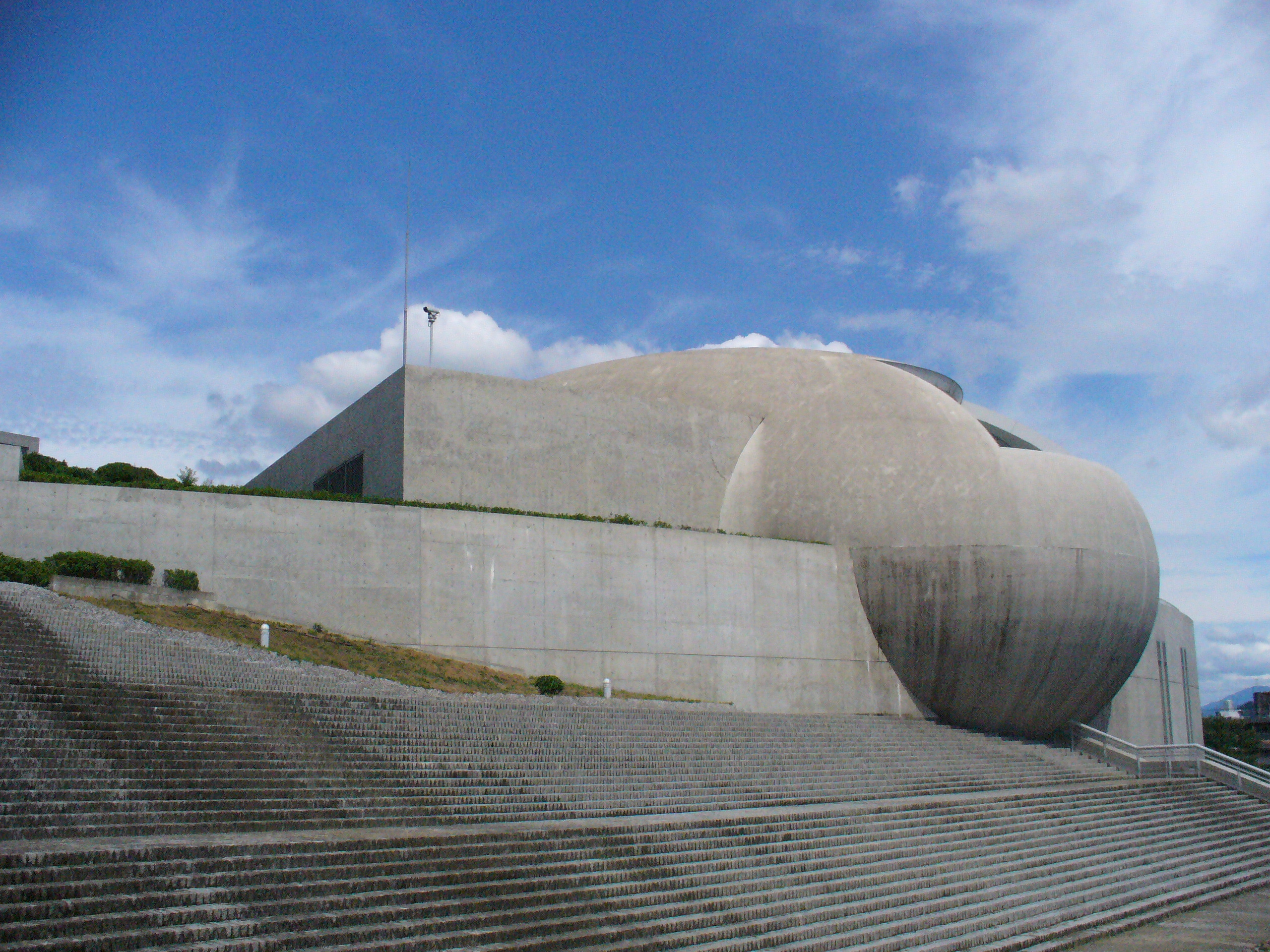
مركز اجتماعات ناجاراجوا
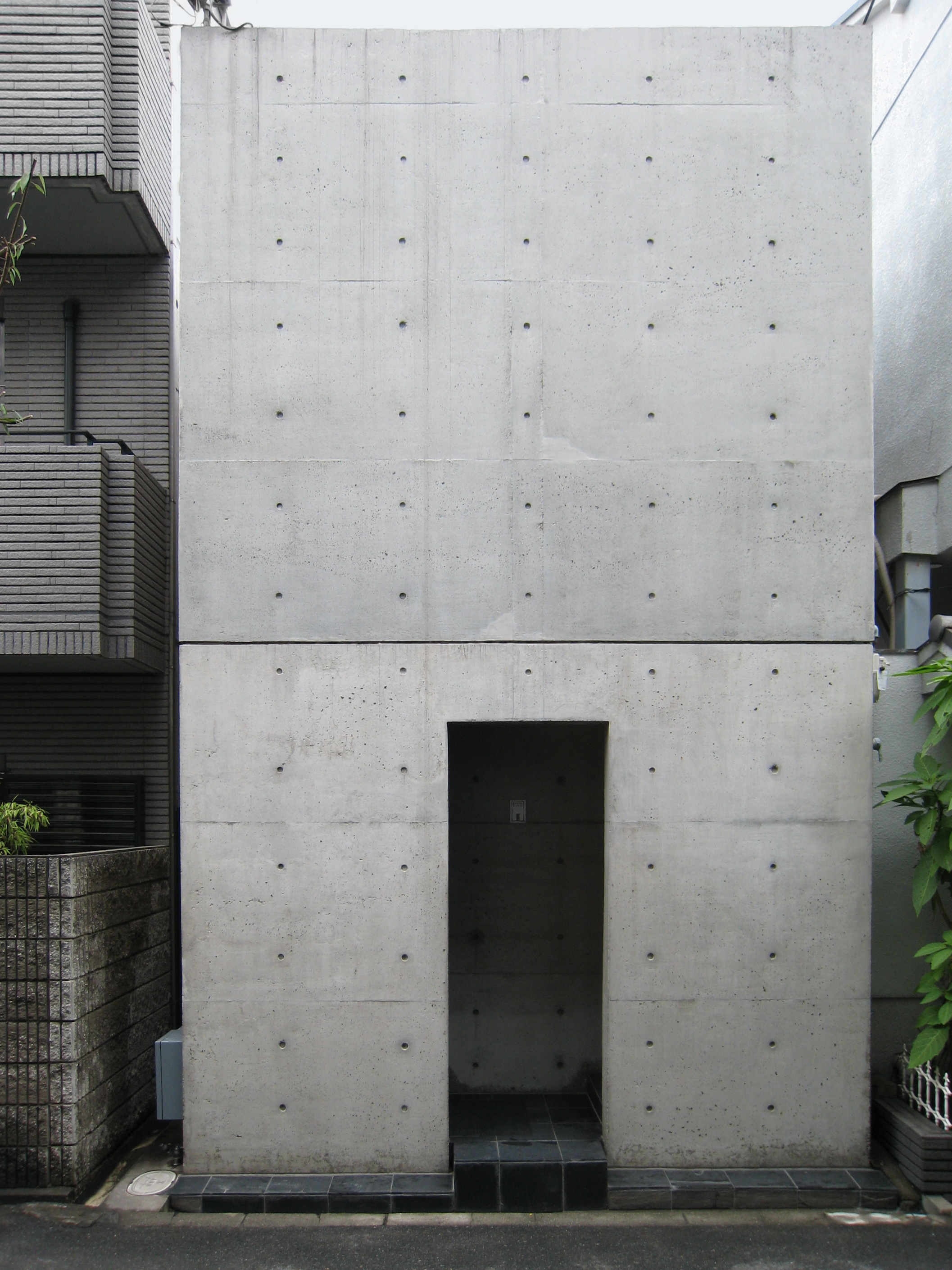
منزل ازوما "Row House"
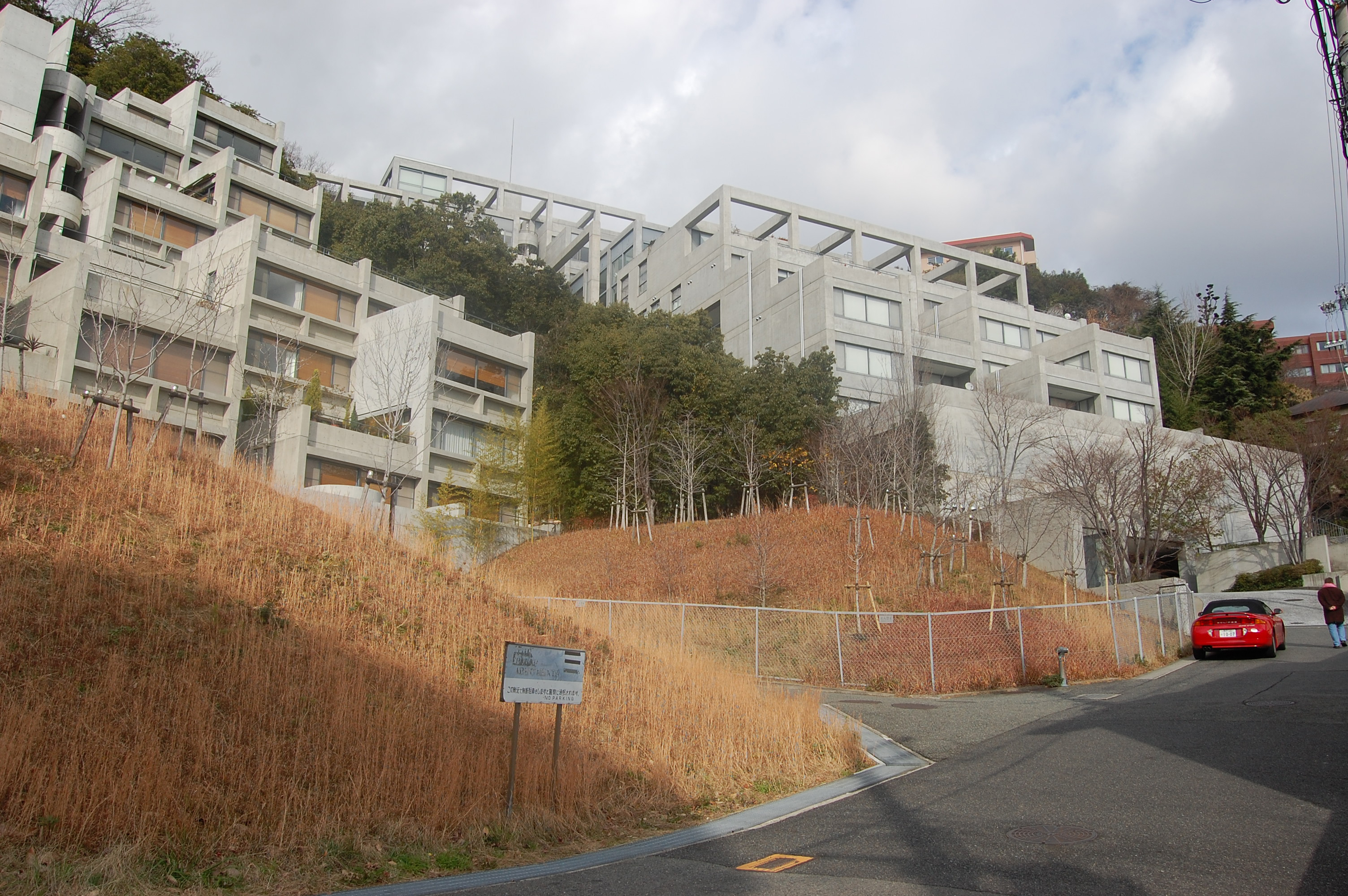
إسكان روكو
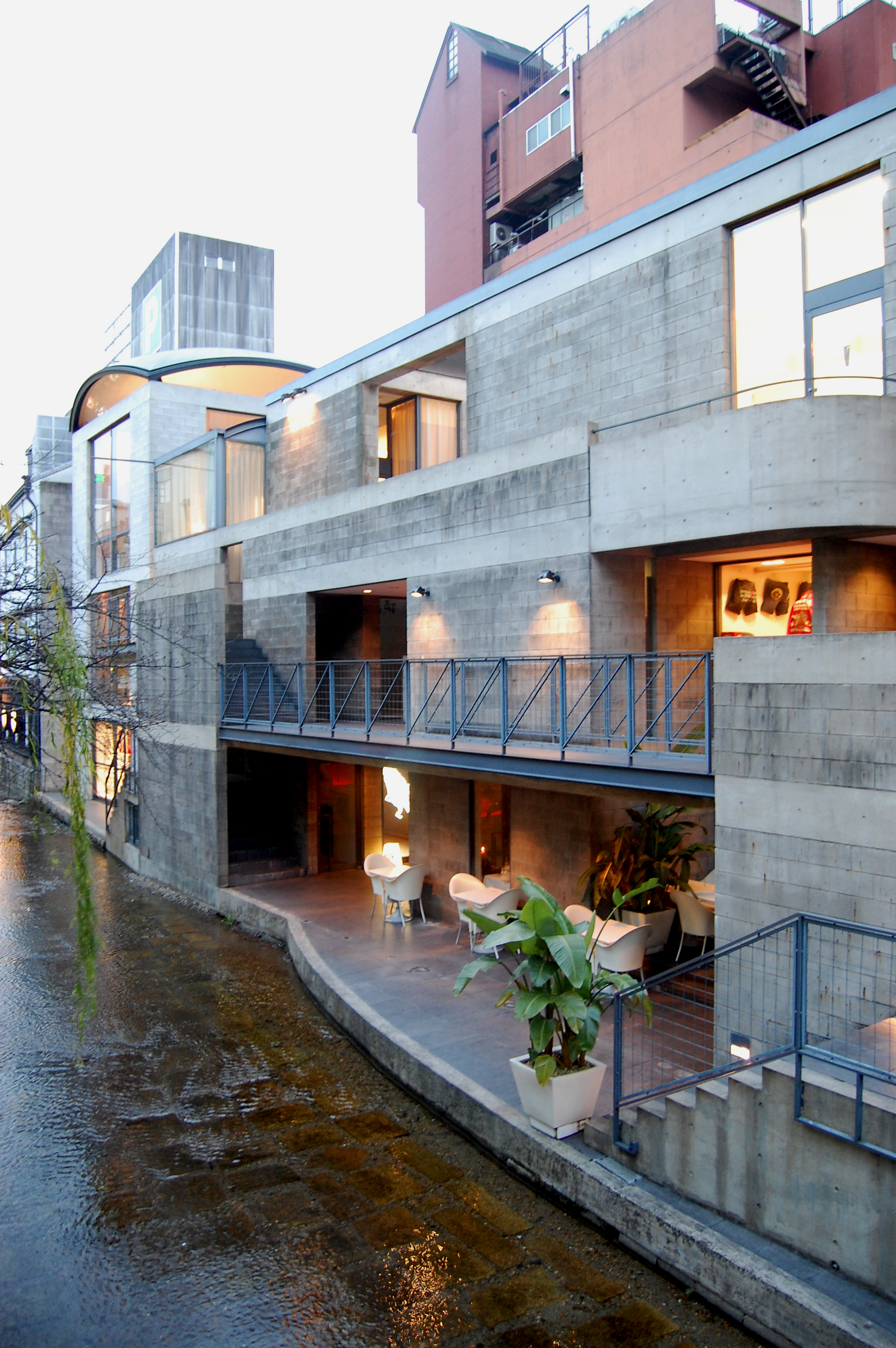
جاليري التايمز
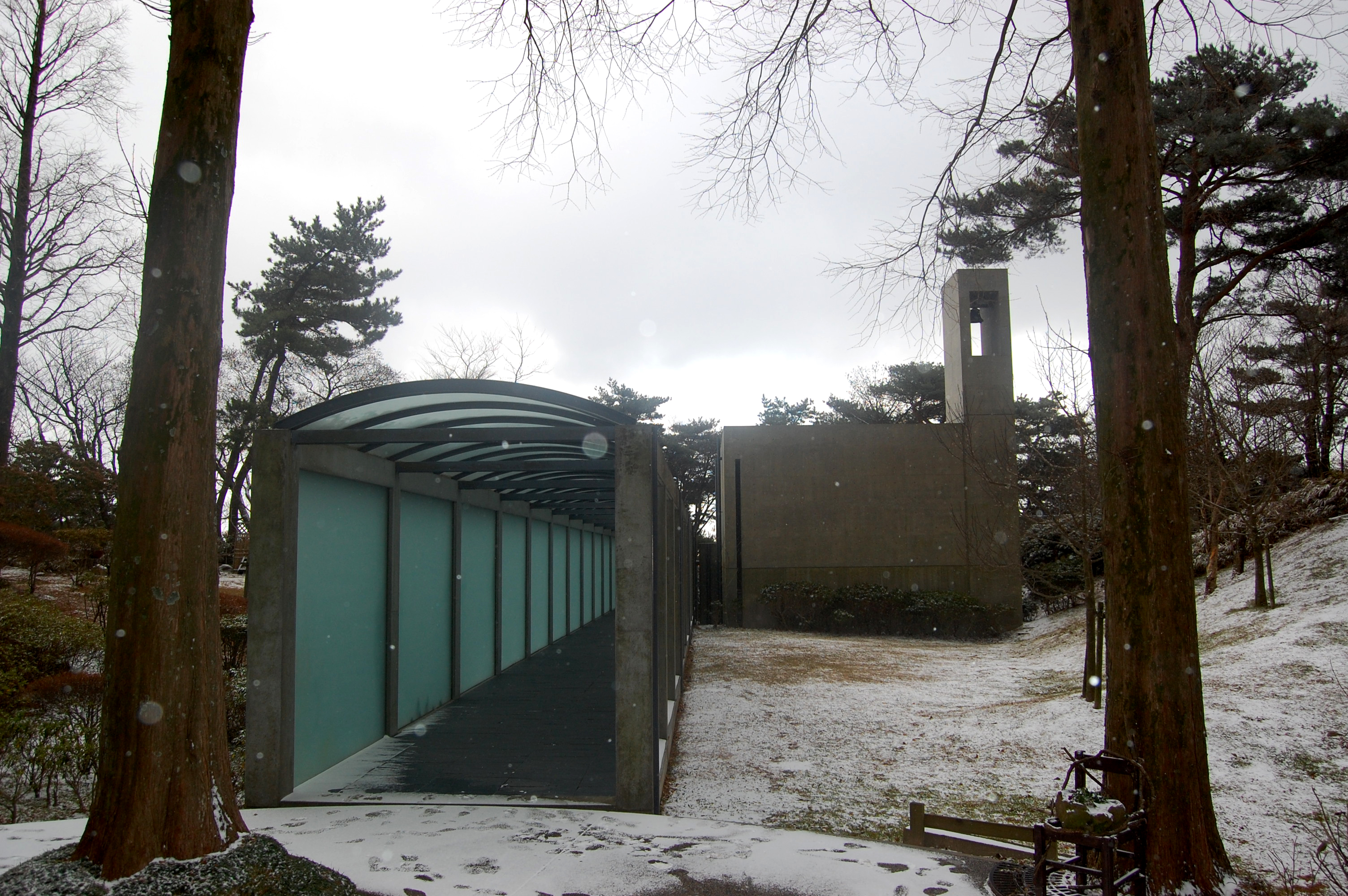
جبل روكو
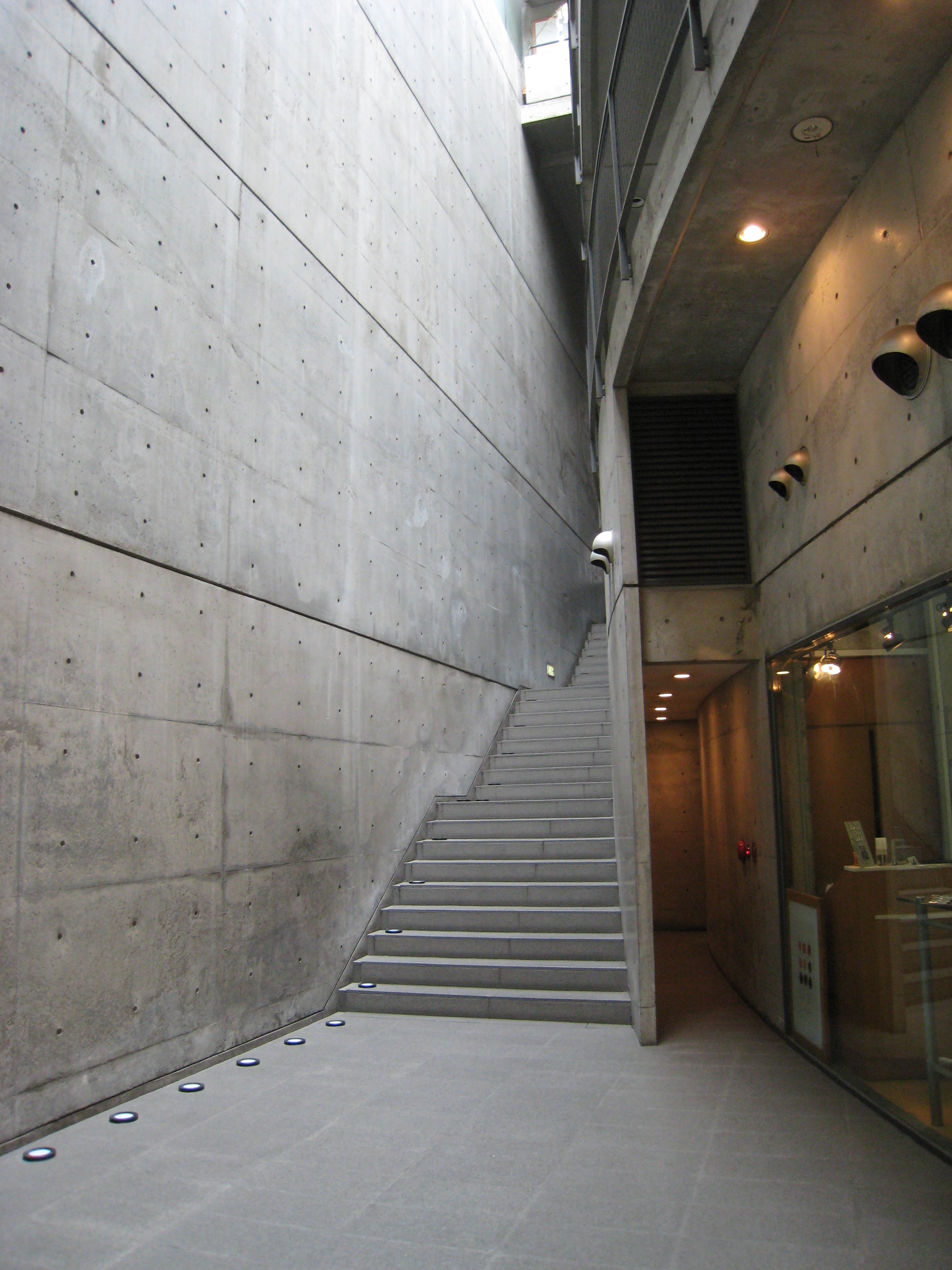
جاليري آكا في اوساكا
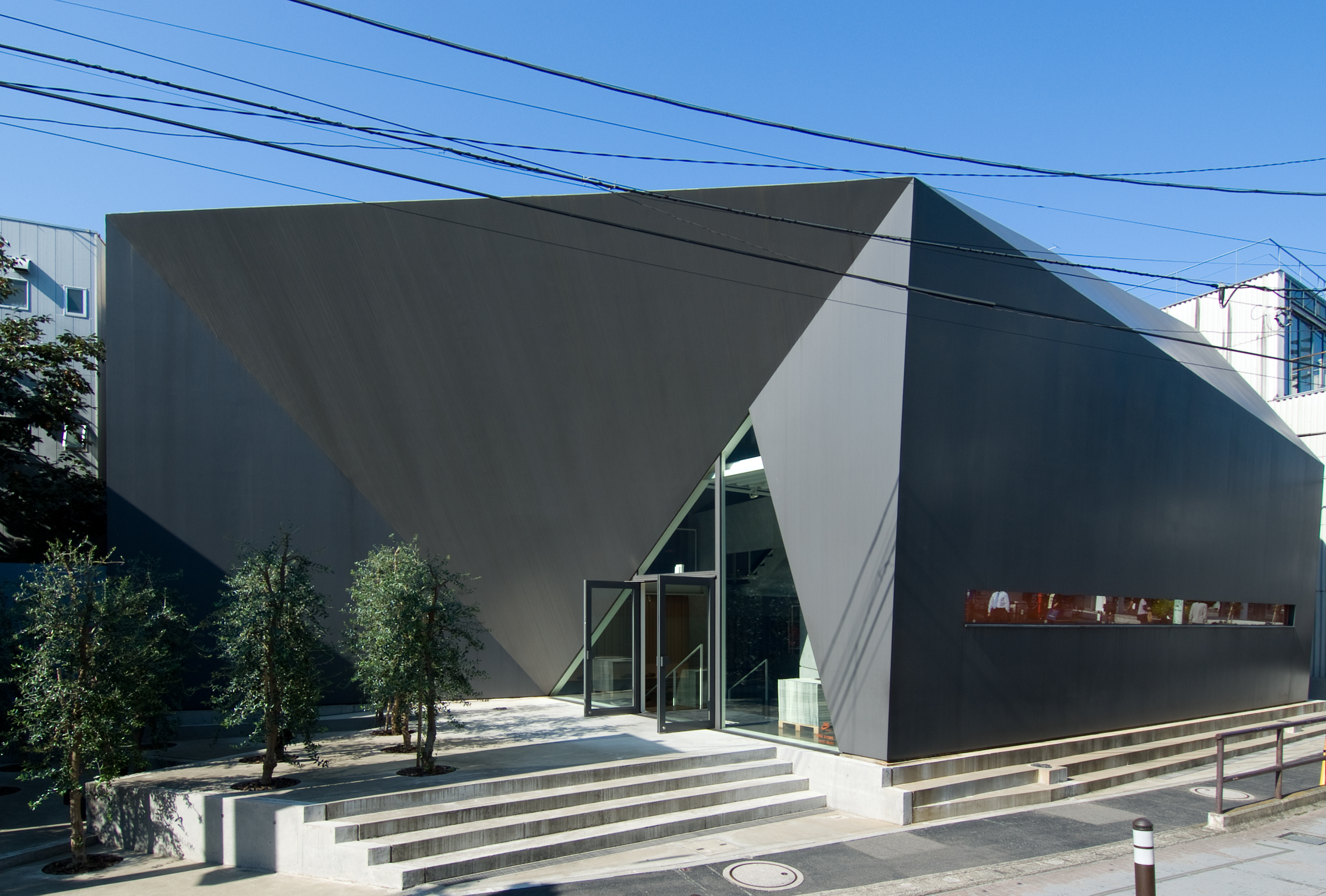
مبنى Hhstyle في طوكيو
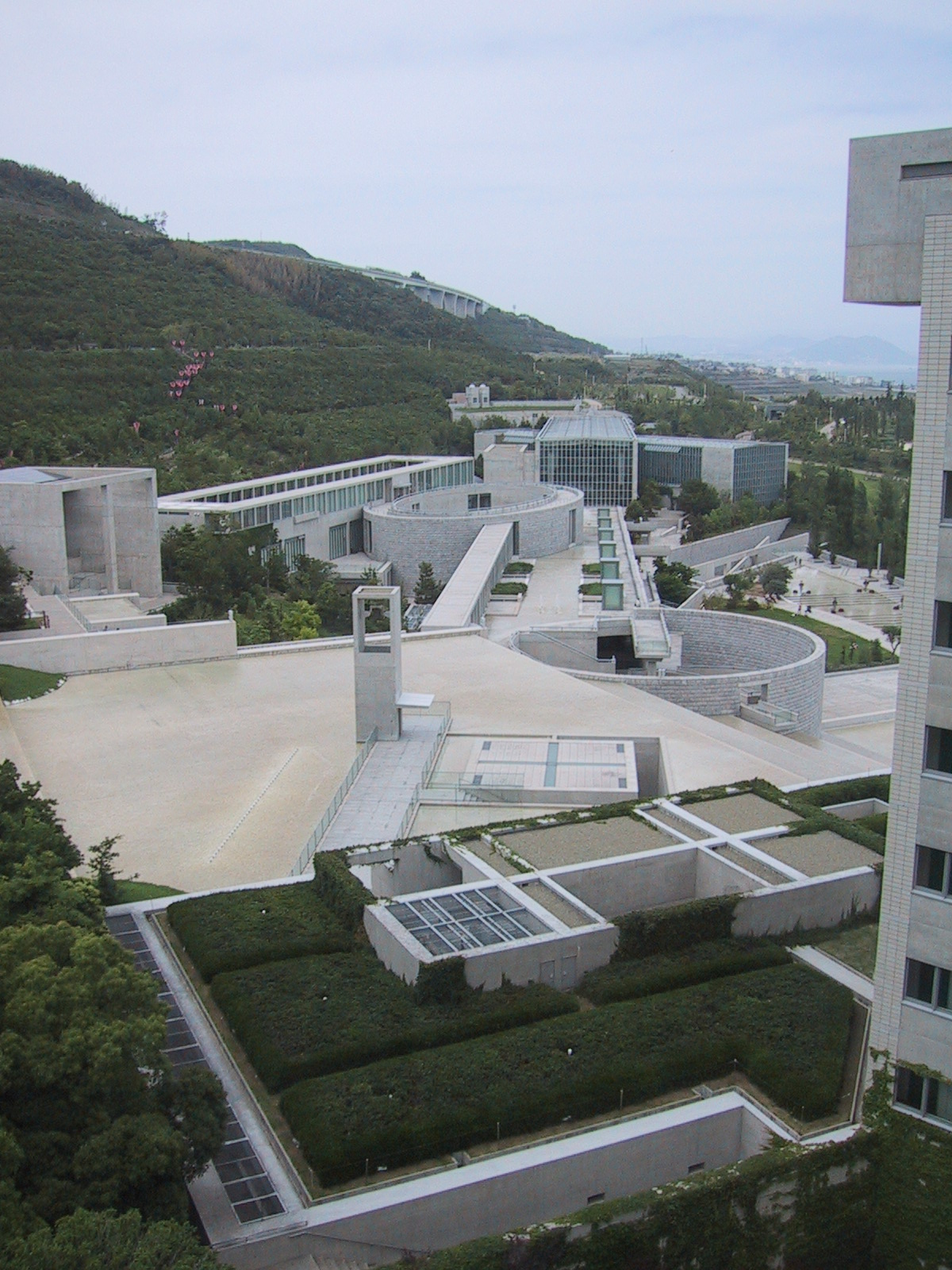
جزر اواجي
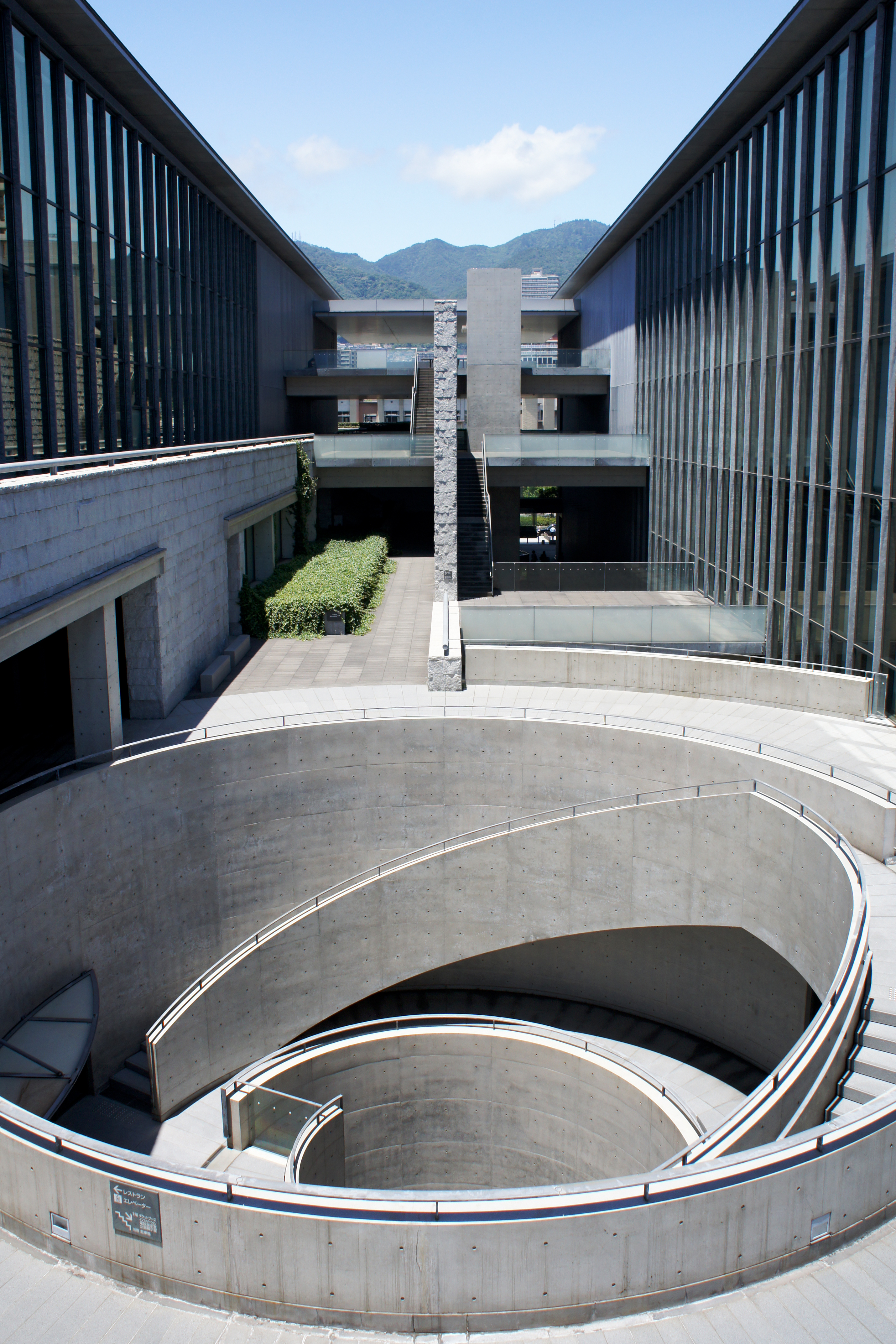
متحف هيوجو للفنون
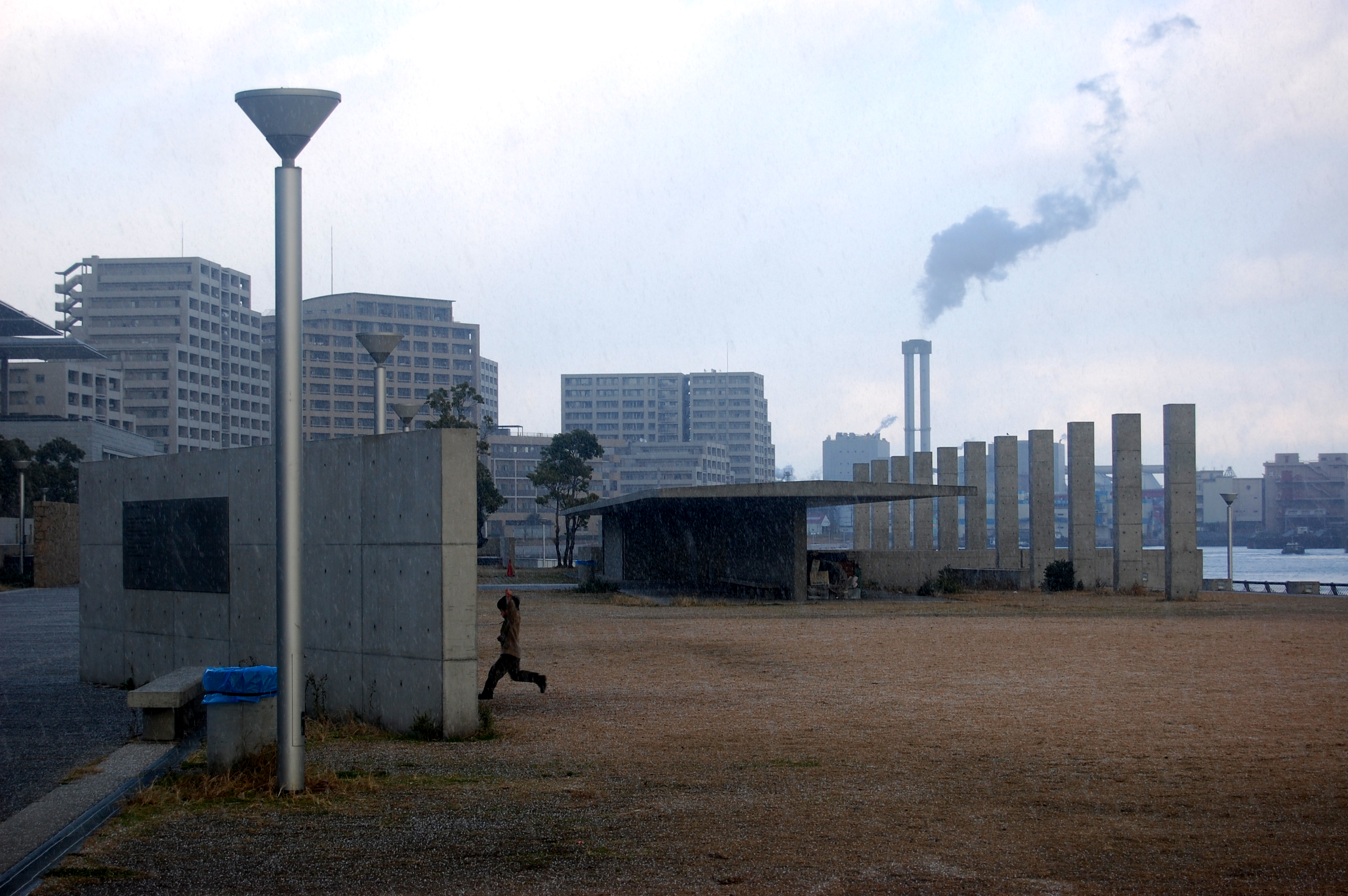
بلازا متحف هيوجو للفنون
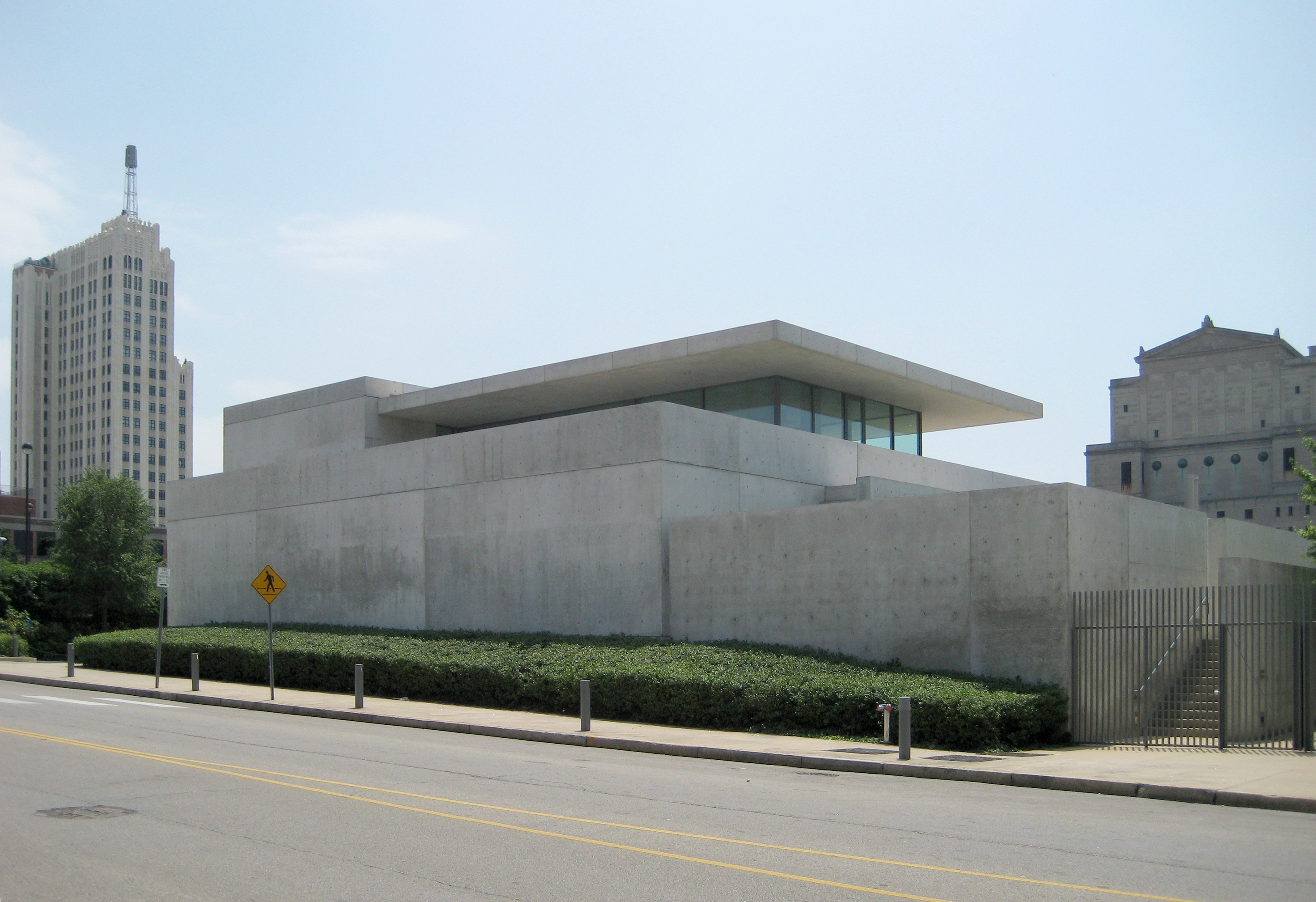
مؤسسة بوليتزير

## وصلات خارجية
- تاداو أندو على موقع IMDb (الإنجليزية)
- تاداو أندو على موقع الموسوعة البريطانية (الإنجليزية)
- تاداو أندو على موقع مونزينجر (الألمانية)
- موقع تادو اندو غير الرسمي
- لروفايل تادو اندو على ماي سبيس من عمل المعجبين
- صفحة تادو اندو على greatbuildingsonline.com
- Architectural Record Magazine | Interviews | Tadao Ando
- Read About Tadao Ando Cyber-Squatting Domain Names
- تادو اندو
- موقع غير رسمي لتادو اندو (cyber-squatting) نسخة محفوظة 22 سبتمبر 2017 على موقع واي باك مشين.
- Caricature of Tadao Ando at ArchiQuotes.info
- عمارة تادو اندو العظيمة
- بافيلون تادو اندو الياباني في معرض ايكسبو 1992